# 阿塔兰忒站
阿塔兰忒站是法国西部城市雷恩的一个地铁车站，位于雷恩地铁B线上，预计2020年12月21日投入使用。

## 位置
阿塔兰忒站位于雷恩境内，与塞松-塞维涅交界。

## 历史
该站最初名为“美泉站”（Belle Fontaine），名称取自附近的大街。在与乘客协商后，该站于2011年2月更名为如今的“阿塔兰忒站”，取名自雷恩阿塔兰忒科技城。

## 设施
阿塔兰忒站站内设有自动售票机及无障碍设施，同时增设自动闸机，以减少乘客逃票。

## 站台设置
| 北↑ |      |                      |
|     | 侧式 |                      |
|     |      | 圣雅克-盖泰方向←     |
|     |      | 塞松-维亚席尔瓦方向→ |
|     | 侧式 |                      |
| 南↓ |      |                      |

## 配套交通

### 社会车辆
阿塔兰忒站附近设有社会车辆停车场。

## 临近车站
| 上一站                 | 雷恩地铁 | 雷恩地铁    | 雷恩地铁 | 下一站                |
| ---------------------- | -------- | ----------- | -------- | --------------------- |
| 博略-大学往圣雅克-盖泰 |          | 雷恩地铁B线 |          | 塞松-维亚席尔瓦起訖站 |